# Parawixia nesophila
Parawixia nesophila är en spindelart som beskrevs av Chamberlin och Ivie 1936. Parawixia nesophila ingår i släktet Parawixia och familjen hjulspindlar. Inga underarter finns listade i Catalogue of Life.